# 안도 다다오
안도 다다오(일본어: 安藤忠雄,Tadao Ando, 1941년 9월 13일 ~ )는 일본의 세계적인 건축가이다. 안도는 한 편의 소설 같은 삶을 살았는데, 건축가가 되기 전에 트럭 운전사와 권투선수로 일했고, 건축에 대해서 전문적인 교육을 받은 일이 전혀 없다는 점이다.
1969년에 그는 회사를 설립했고(firm Tadao Ando Architects & Associates), 1995년에는 프리츠커 건축상을 수상했다. 그는 수상 상금 십만 달러를 고베 지진 고아들에게 기부하였다.

## 이력

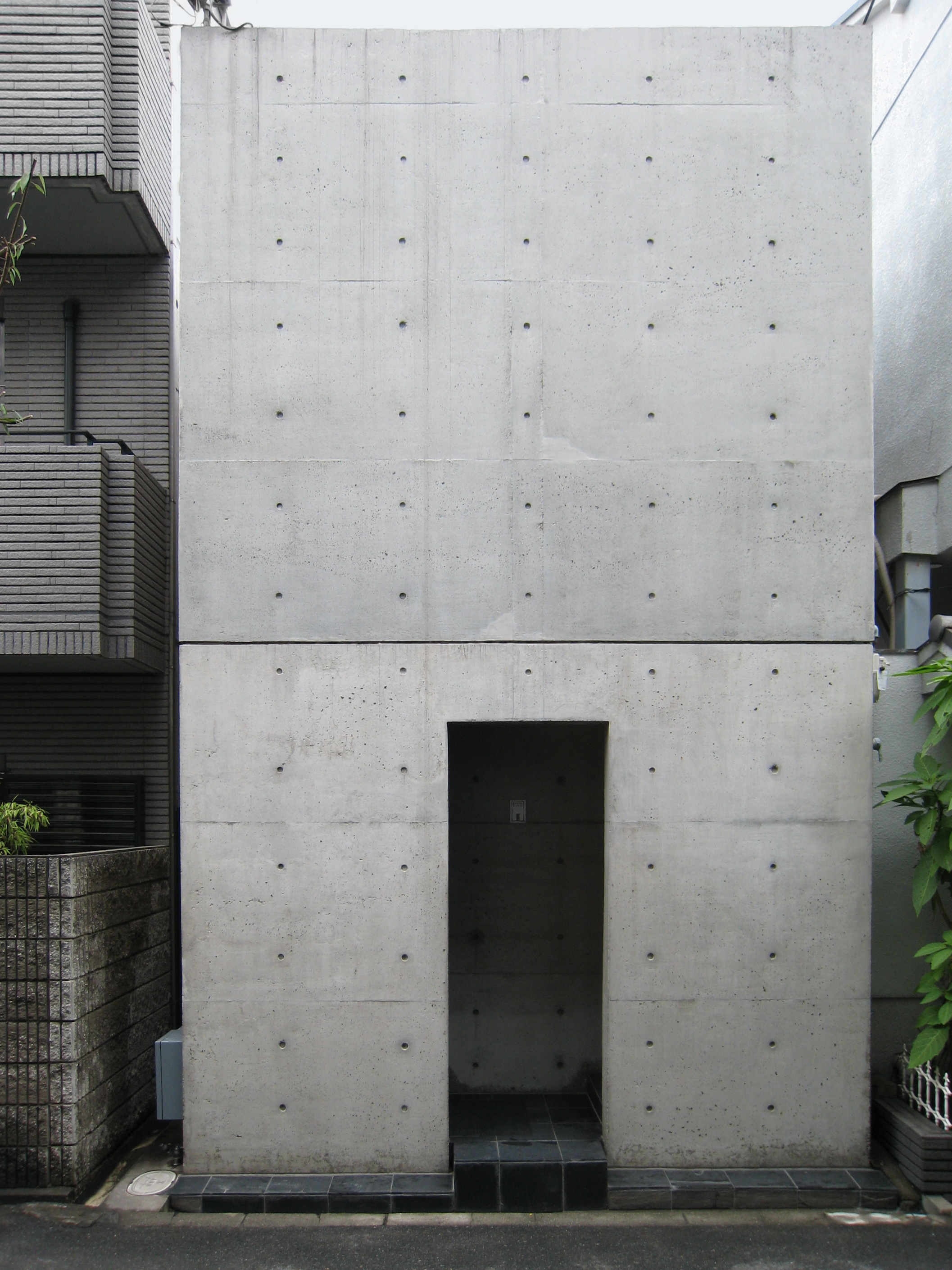
스미요시의 연립 주택 (住吉の長屋）, 오사카, 1976

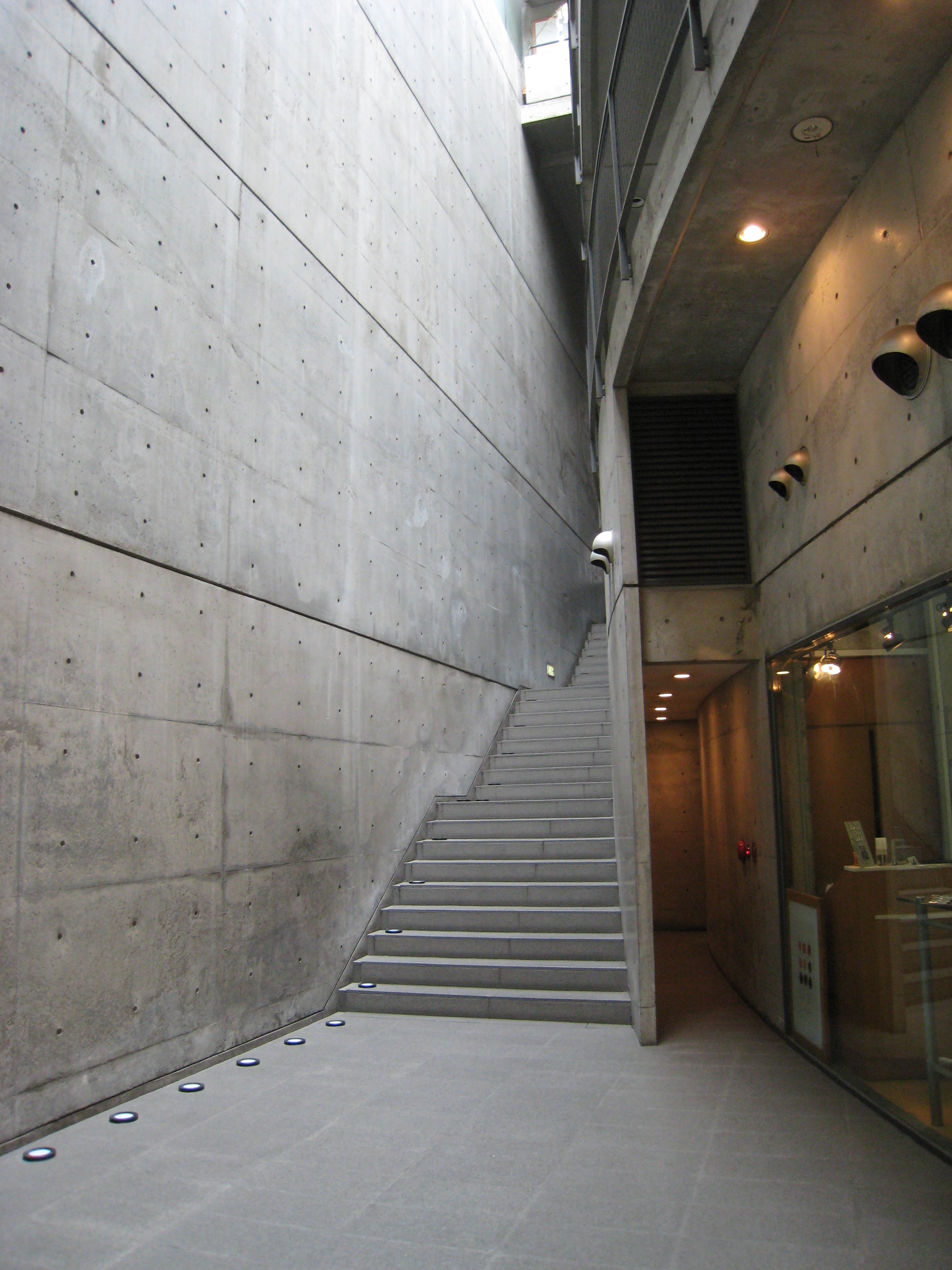
Galleria akka, 오사카, Japan,1988

1941년 일본 오사카시에서 태어나, 오사카 부립 조토 공업고등학교를 졸업하고 1962년부터 1969까지 세계 각지를 여행하면서 독학으로 건축을 배웠다. 그는 또한 프로권투선수를 하기도 했으며, 세계적으로 매우 유명한 르 코르뷔지에의 건축에 흥미를 느껴 건축을 공부하게 되었다. 1969년 안도 타다오 건축 연구소를 설립해 “스미요시의 연립 주택”(오사카)으로 일본 건축 학회상을 수상했다. 1980년대 이후에는 미술관, 공공건물, 교회나 절을 많이 지었으며 세계적으로 명성을 얻었다.
- 1987 예일 대학교 객원교수
- 1988 콜럼비아 대학교 객원교수
- 1990 하버드 대학교 객원교수
- 1997 도쿄대학 공학부 건축학과 교수
- 2003 도쿄대학 정년퇴임, 명예교수

## 안도 다다오 건축의 특징
그의 건축은 자연과의 조화가 두드러진다. 그의 건축물 속의 '물'은 얕고 조용하며 잔잔하다. 또한 건축물과 매우 인접하여 하나로써 인식된다. 그렇기 때문에 편안함과 경건함을 준다. '물' 이 두드러진 건축물로는 '물의 교회', '물의 절' 등이 있다. 물 뿐만 아니라 빛과의 조화 역시 매우 중요한 자연 요소 중에 하나인데, 자연적인 빛을 이용해 어둠과 밝음을 극대화 시키고 공간을 강조하였다. '빛의 교회' 가 대표적인 건축물이다. 이렇듯 물과 빛, 그리고 바람, 나무, 하늘 등 자연과 긴밀하게 결합하고 있다. 또한 투명한 소재인 유리와 노출 콘크리트를 많이 사용함으로써 간결하고 단순하지만 차갑지 않은 느낌을 받게 하고, 자연이 더 가까이 다가갈 수 있게 하였다. 자연과의 조화와 함께 큰 특징으로 보여지는 것은 건축작품이 기하학적으로 완벽하다는 것이다. 근대건축의 아버지라 불리는 르 코르뷔지에(Le Corbusier)의 영향을 받았기 때문에 그의 작품과 유사한 면을 보이고 있다.

## 대표적인 건축물
대표적인 설계작품으로는 고베(神戶)의 로코 하우징 II(1993)과 오사카의 산토리 박물관(1994), 가고시마대학의 이나모리(稻盛)회관(1994), 오사카의 맥스레이(Maxray) 본사 사옥(1994), 나라(奈良)의 고조문화박물관(1995), 오카야마(岡山)의 나리와 미술관(1994)과 효고(兵庫)의 초등학교 등이 있다. 1985년 교토(京都)의 Times I(1985), Times II(1991), 1988년에 지은 오사카의 갤러리아 아카와 1989년에 건설된 '빛의 교회'는 그의 건축적 특징을 잘 보여주고 있다. 자연과의 조화가 잘 나타난 건축물로는 치카츠 아스카 역사박물관, 구마모토현의 장식고분관, 그리고 히메지의 문학관, 물의 교회, 물의 절 등이 있다. 2007년, 2008년 완공 예정인 상하이 디자인 센터(중국)의 설계를 맡았다.
대한민국의 설계 건축물에는 다음이 있다. 제주도 섭지코지의 글라스 하우스(2008), 제주도 본태박물관(2012), 강원 원주시의 산 뮤지엄(2013), 서울 종로구의 JJC아트센터(2015), 제주 유민미술관(2017, 구 이름, 지니어스 로사이), 서울 강서구 LG아트센터(2022)

## 수상 경력
- 1979년 일본 건축 학회상(스미요시의 연립 주택)1983년 일본 문화 디자인상(롯코의 집합주택 외
- 1985년 제5회 알바 알토 상
- 1986년 예술 선장 문부대신상 신인상
- 1985년 매일 디자인상
- 1987년 매일 예술상(롯코의 교회)
- 1988년 제13회요시다 이소야상
- 1989년 프랑스 건축 아카데미 대상
- 1990년 오사카 예술상
- 1991년 미국 건축가 협회(AIA) 명예 회원 , 아놀드 브루너 기념상(미국)
- 1992년 제1회 칼스베르크 건축상(덴마크)
- 1993년 영국 왕립 영국 건축가 협회(RIBA) 명예 회원. 일본 예술원상
- 1994년 제26회 일본 예술 대상(오사카 부립 치카츠 아스카 박물관)
- 1995년 1995년도 프리츠커 상, 1994년도 아사히상, 제7회 국제 디자인어워드, 프랑스 문학 예술 훈장(슈발리에)
- 1996년 제8회 타카마츠노미야 전하 기념 세계 문화상, 제1회 국제 교회 건축상
- 1997년 독일 건축가 협회 명예 회원, 왕립 영국 건축가 협회 로열 골드 메달(RIBA 골드 메달), 제4회 오사카 키와니스상, 프랑스 문학 예술 훈장(오피시에)
- 2002년 미국 건축가 협회 골드 메달(AIA 금메달), 쿄토상 사상•예술 부문 수상
- 2005년 국제 건축가 연합 골드 메달(UIA 골드 메달)
- 2021년 레지옹 도뇌르 훈장 (2021)

## 작품 사진

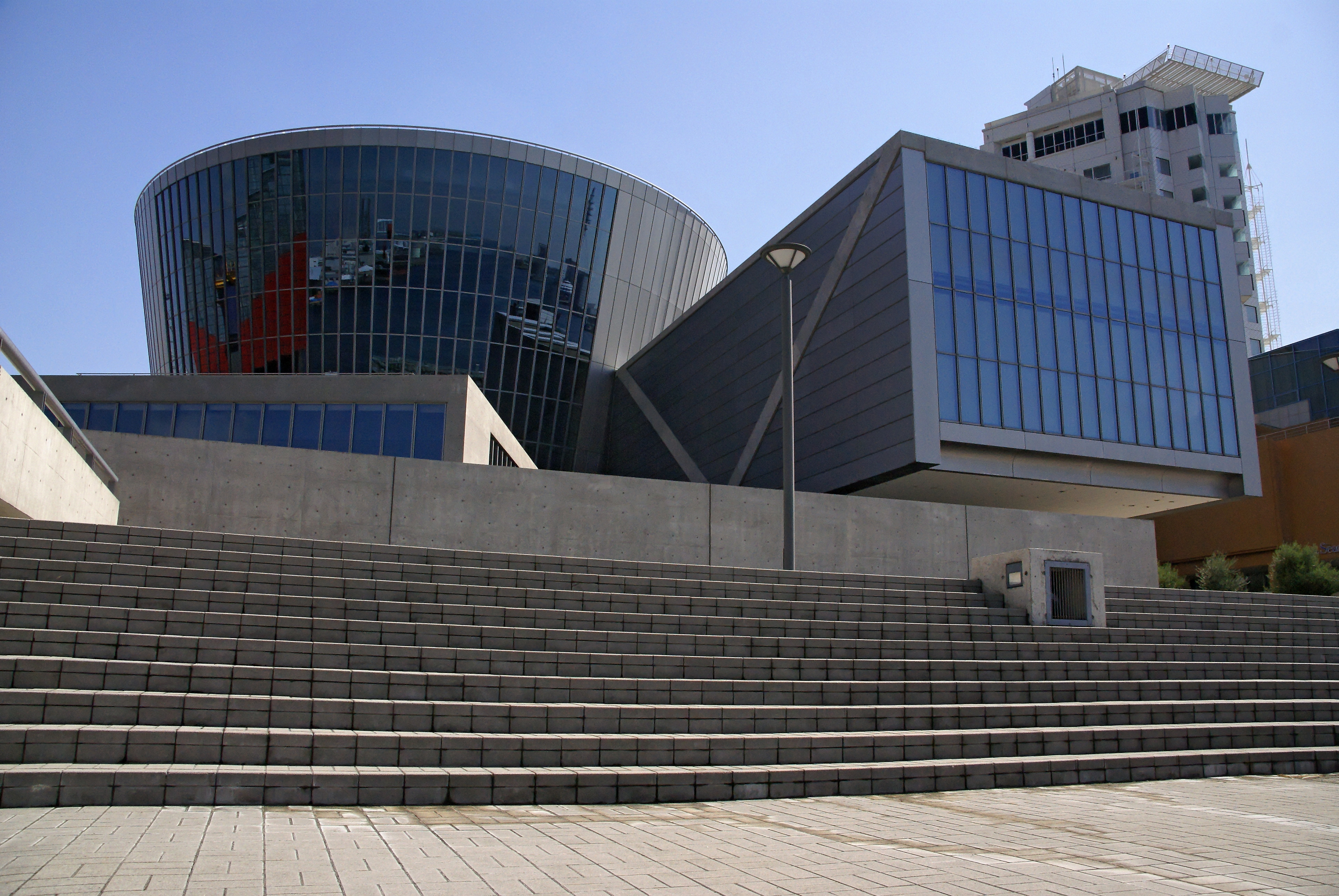
산토리 뮤지엄
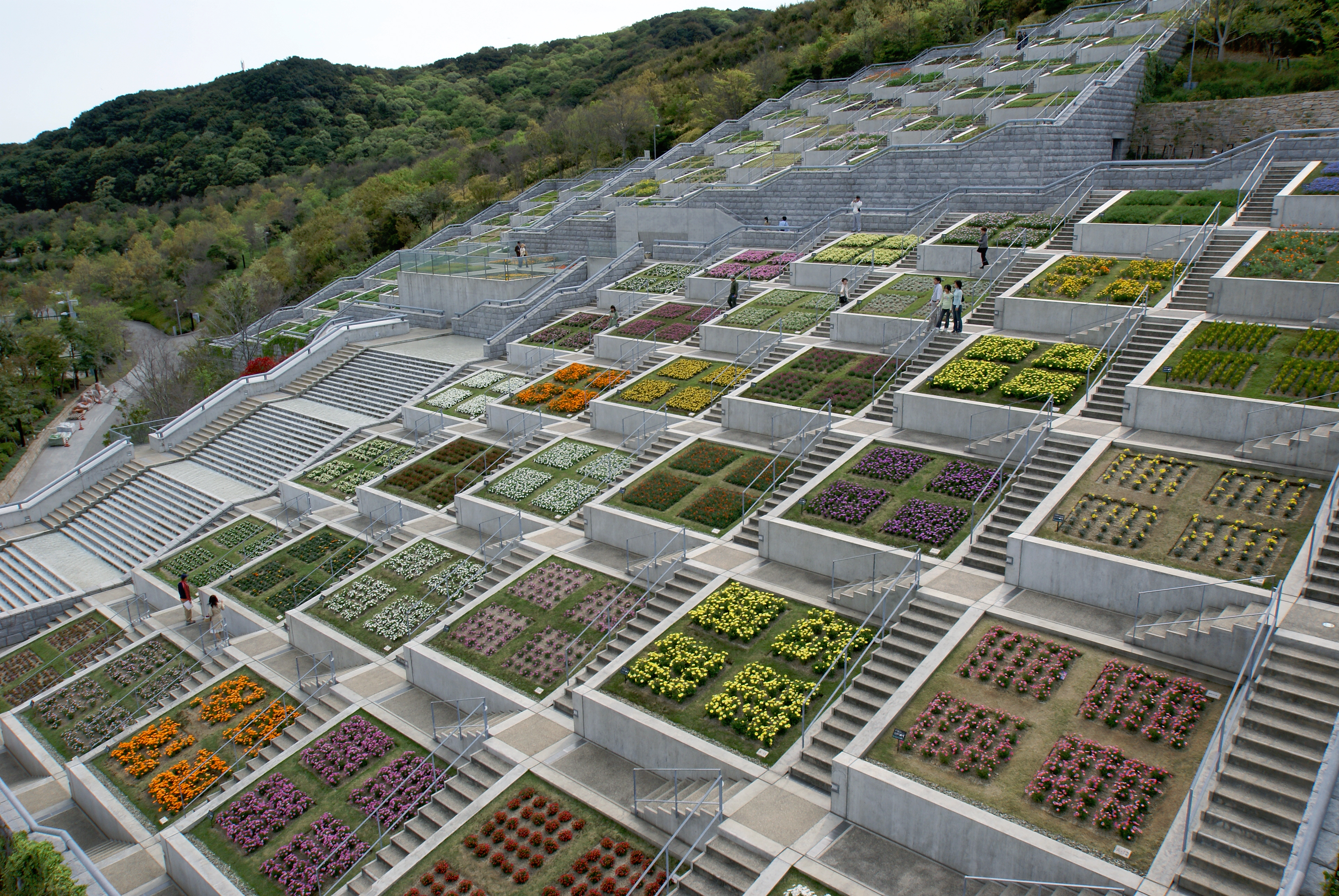
아와지 유메부타이(꿈의 무대) 백단원
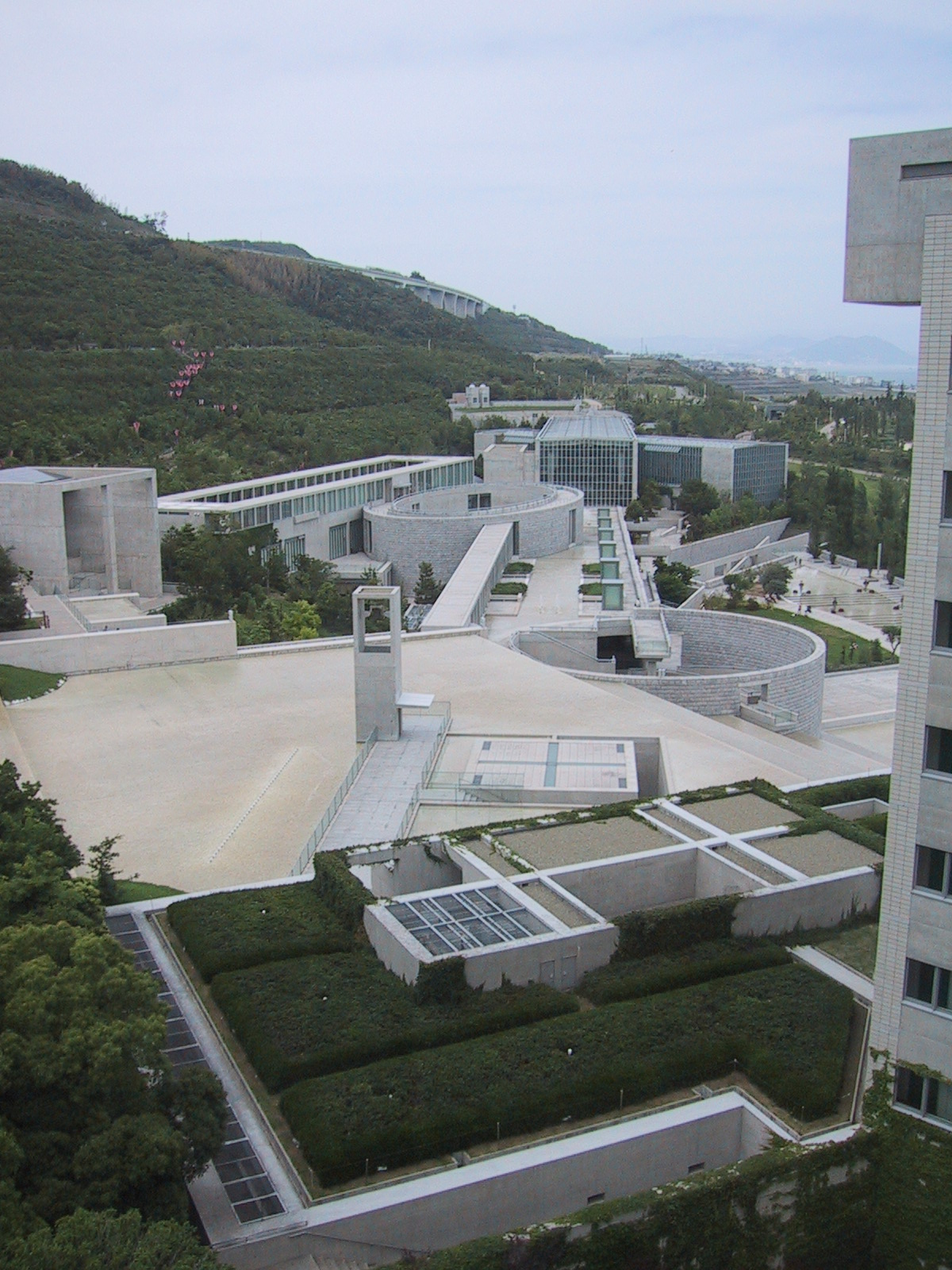
아와지 유메부타이
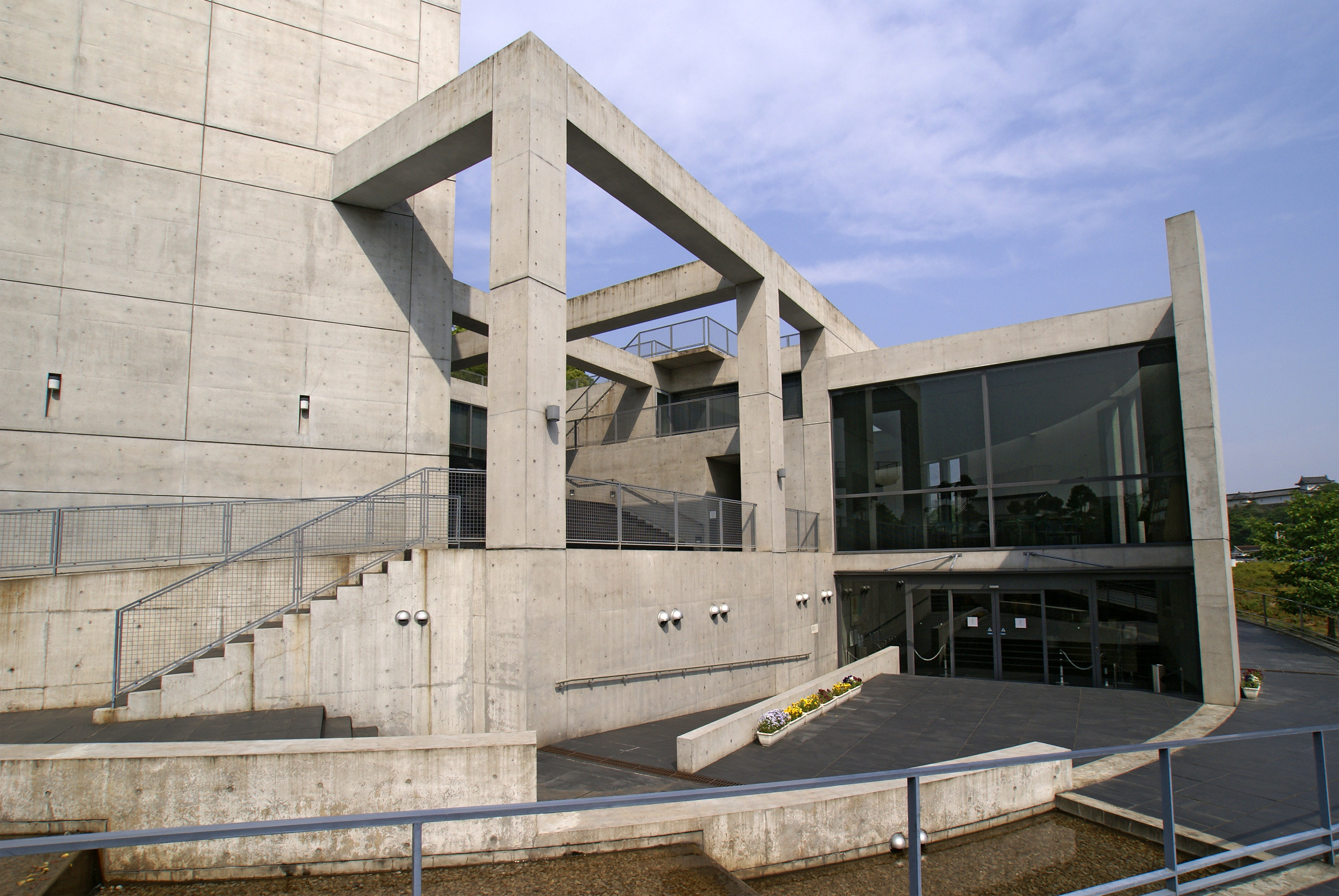
히메지 문학관
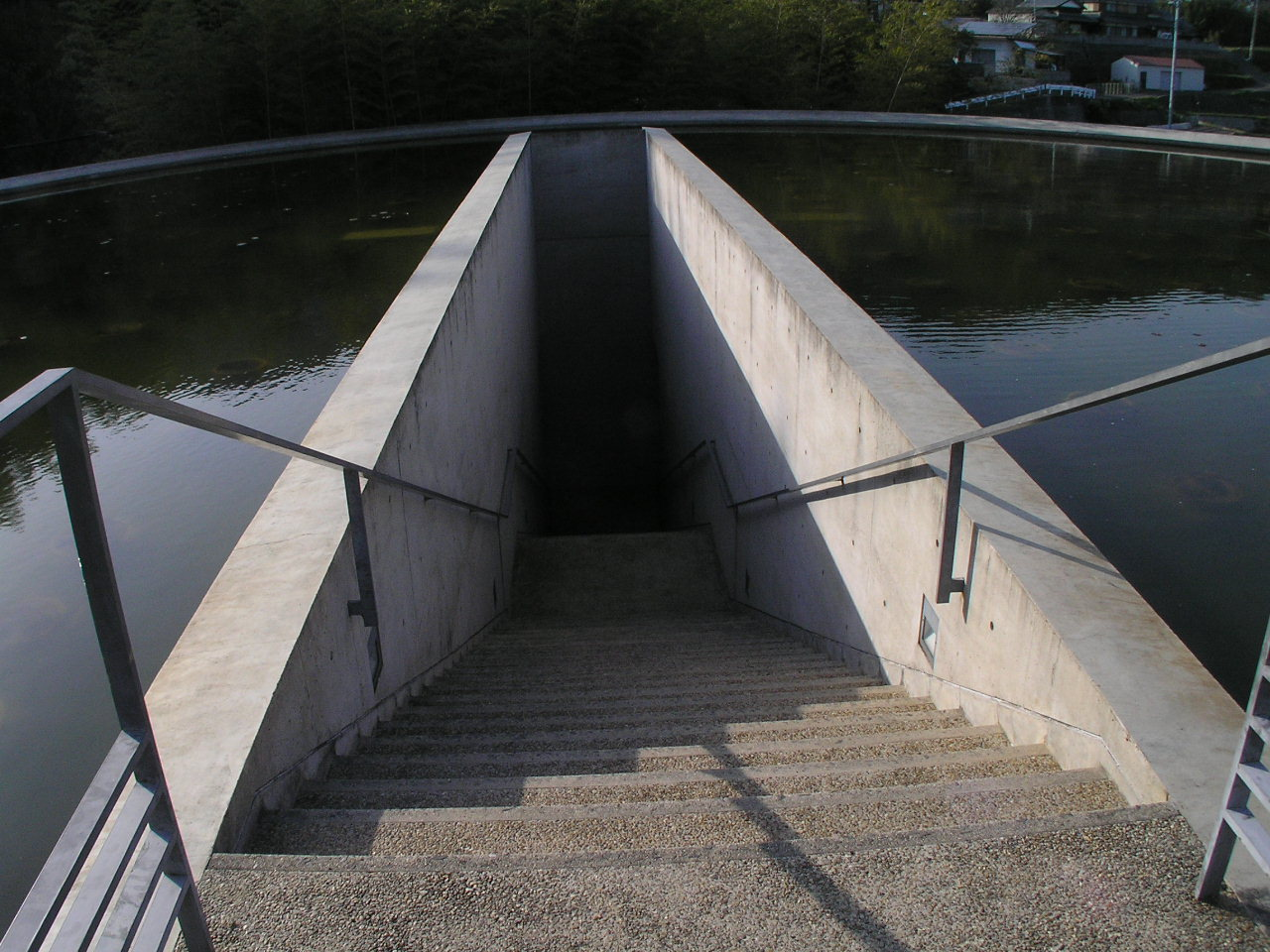
혼푸지(本福寺) 수어당
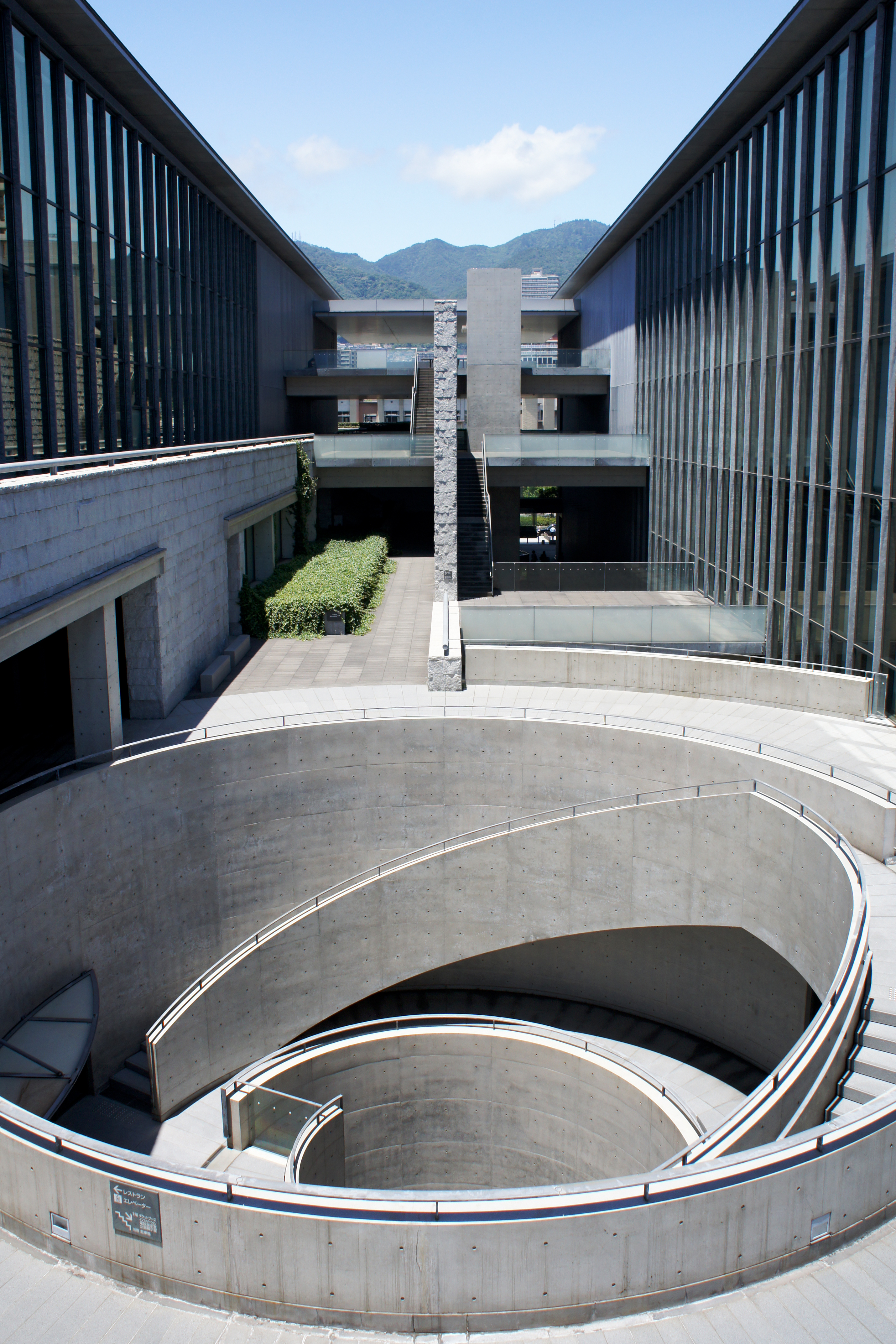
효고현립 미술관
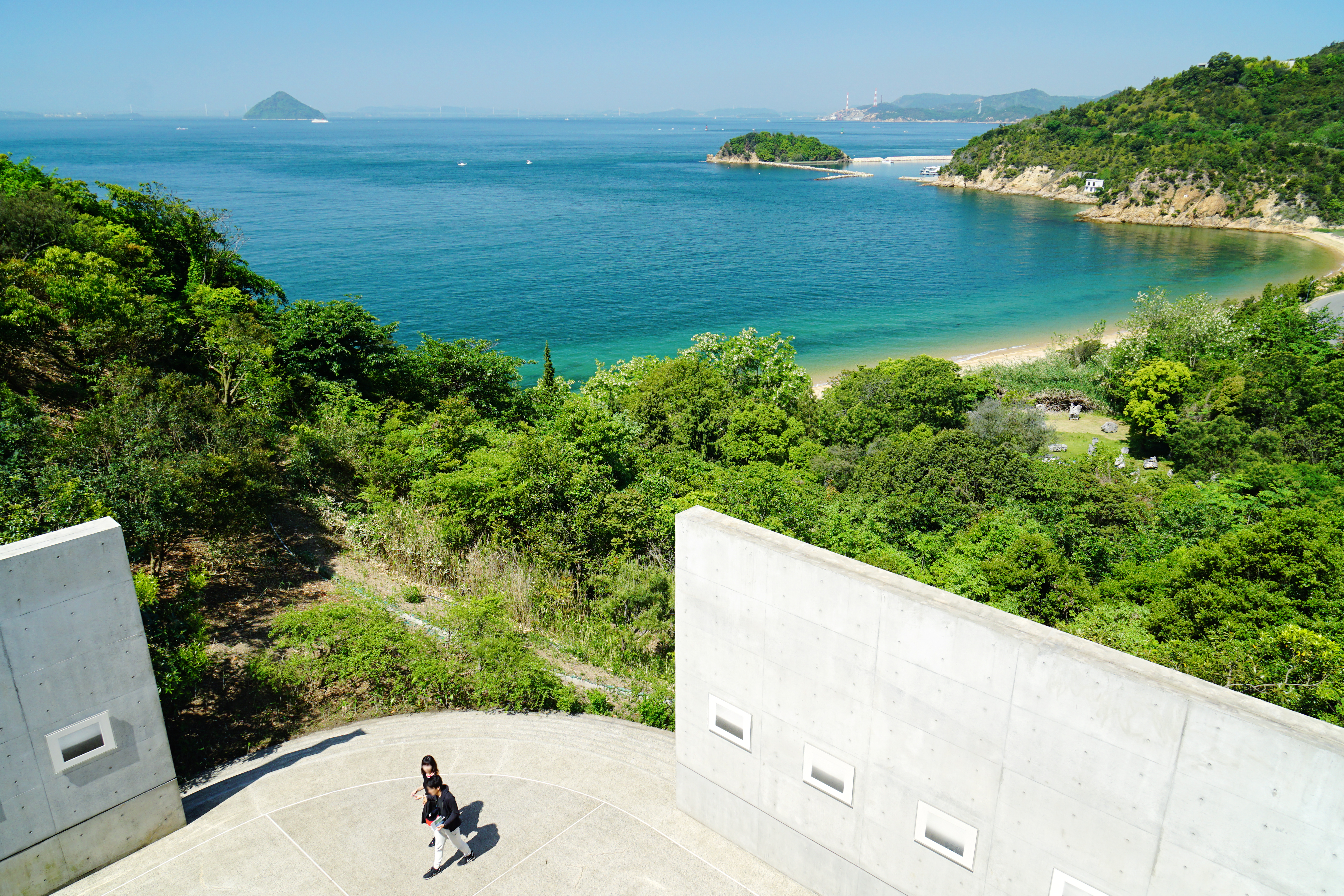
베네세하우스
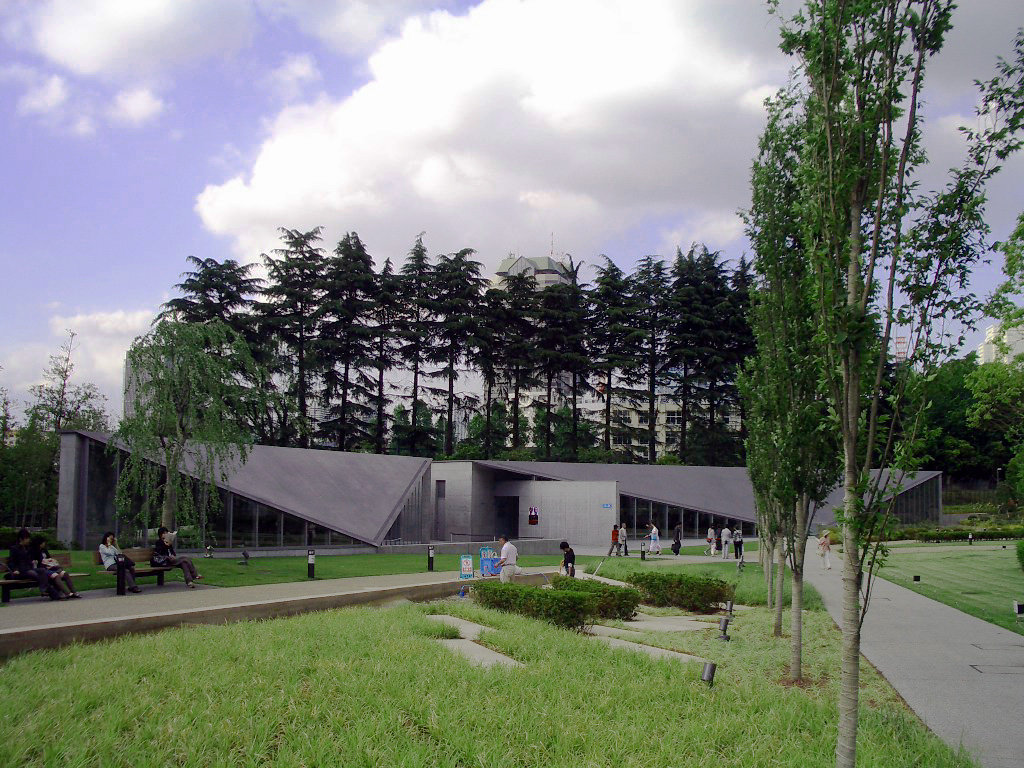
21_21 DESIGN SIGHT
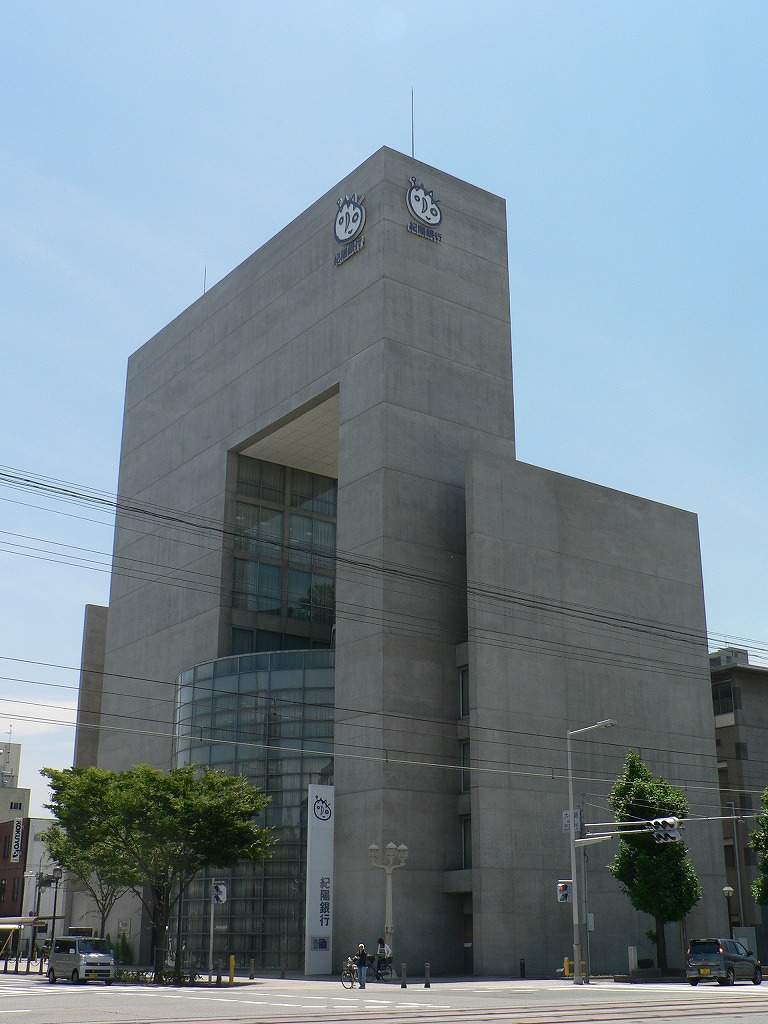
키요은행 사카이지점
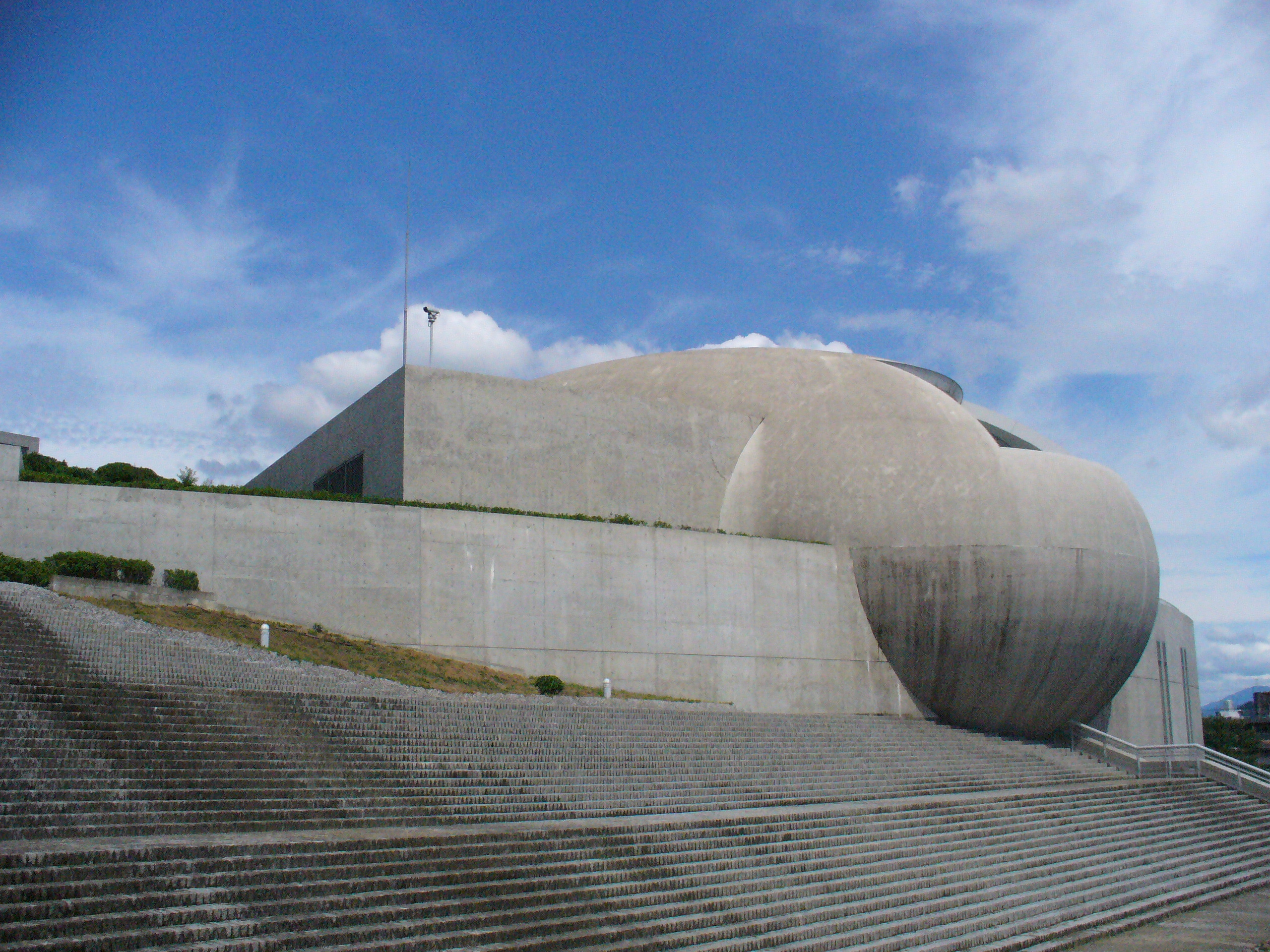
나가라가와 국제회의장 (1995년)
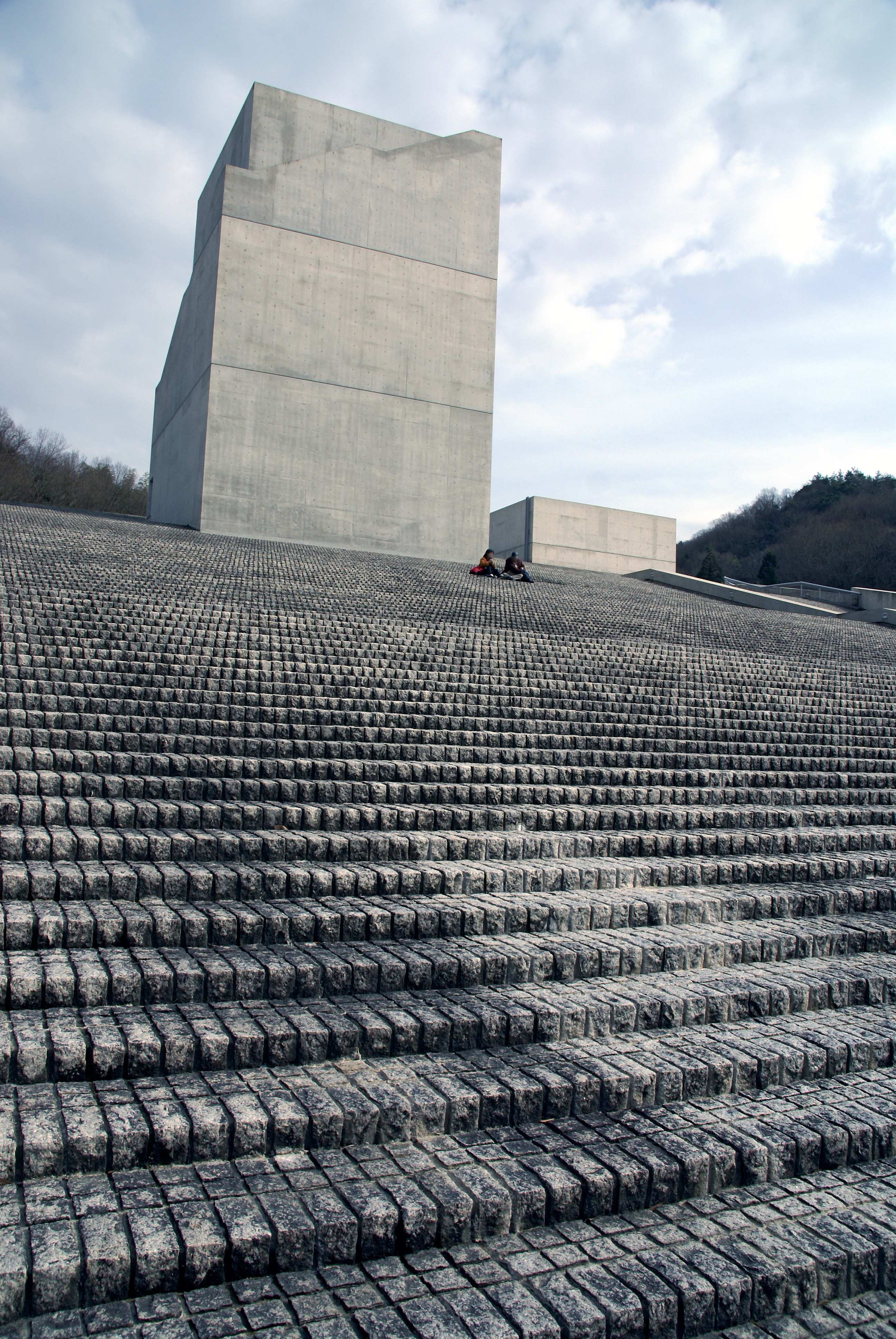
지카쓰 아스카 박물관